# Instituto Nacional de la Mujer (Costa Rica)
L'Institut Nacional de la Dona de Costa Rica (INAMU) és la institució autònoma de rang ministerial que té sota el seu càrrec la protecció de les dones a la societat de Costa Rica, el combat a la violència domèstica i la discriminació a les dones, l'assessorament interdisciplinari social, jurídic i polític, i la promoció del desenvolupament de les dones de Costa Rica.

## Història
El primer precedent va ser l'Oficina de Programes per a la Dona i la Família creat el 1974 pel Ministeri de Cultura, Joventut i Esports. Al 1986 es va transformar en el Centre Nacional pel Desenvolupament de la Dona i la Família, entitat rectora de polítiques nacionals a favor de les dones, la qual tenia personería jurídica i patrimoni, però estava encara adscrita al Ministeri de Cultura.
Al 1998, l'Assemblea Legislativa va aprovar convertir el Centre Nacional pel Desenvolupament de la Dona i Família en l'Institut Nacional de les Dones mitjançant la Llei de la República N° 7801, entitat autònoma i descentralitzada presidida pel també nou càrrec de Ministra de la Condició de la Dona.

## Ministres de la Condició de la Dona
| Administració                     | Ministra                    |
| --------------------------------- | --------------------------- |
| Miguel Ángel Rodríguez Echeverría | Yolanda Ingiana Mainieri    |
| Miguel Ángel Rodríguez Echeverría | Gloria Valerín Rodríguez    |
| Miguel Ángel Rodríguez Echeverría | Xinia Carvajal Salazar      |
| Abel Pacheco de la Espriella      | Esmeralda Britton González  |
| Abel Pacheco de la Espriella      | Georgina Vargas Pagán       |
| Óscar Arias Sánchez               | Jeannette Carrillo Madrigal |
| Óscar Arias Sánchez               | Mayra Díaz Méndez           |
| Laura Chinchilla Miranda          | Maureen Clarke Clarke       |
| Laura Chinchilla Miranda          | Isabel Chamorro Santamaría  |
| Luis Guillermo Solís Rivera       | Alejandra Mora Mora         |